# Adama Koné Clofie
Adama Koné Clofie (3 novembre 1967) è un ex calciatore ivoriano, di ruolo centrocampista.

## Carriera

### Club
Ha sempre giocato nel campionato ivoriano.

### Nazionale
Con la maglia della Nazionale ha collezionato 11 presenze, venendo convocato per la Coppa d'Africa nel 1994 e 1996.